# Max Romeo
Max Romeo, pseudonimo di Maxwell Livingston Smith (Saint Ann Bay, 22 novembre 1947 – Parrocchia di Saint Andrew, 11 aprile 2025), è stato un cantante giamaicano.
Esordì nell'epoca early reggae, dove testi molto suggestivi provocarono un certo clamore ottenendo una forte presa sulla scena musicale.
Il successo di Romeo come solista venne preceduto da alcune hit pubblicate assieme al trio The Emotions.

## Biografia
Maxwell Livingston Smith nacque nella regione di Saint Ann, Giamaica nel 1947. Lasciò questa località all'età di 14 anni e lavorò in una piantagione di zucchero fuori Clarendon, pulendo i canali d'irrigazione, prima di vincere una competizione per nuovi talenti a 18 anni.

### Gli esordi
A seguito di questo successo, Romeo si trasferì a Kingston per intraprendere una carriera musicale di successo.
Nel 1965 si unì a Kenneth Knight e Lloyd Shakespeare nei The Emotions, ma allo stesso tempo lavorò anche come promotore di dischi per l'etichetta Caltone di Ken Lack. Il gruppo partecipò a diverse audizioni per molti produttori venendo sempre rifiutati, ma Lack gli offrì un'audizione dopo aver sentito Smith canticchiare un giorno al lavoro.
Nel 1966, il gruppo ottenne il suo primo successo in classifica, prodotto da Lack, con "(Buy You) A Rainbow". Il gruppo continuò a pubblicare varie hit e nel 1968 il cantante, che sarebbe stato da lì in avanti conosciuto come Max Romeo, si sentì abbastanza sicuro da dare inizio a una carriera da solista.
Lavorando col noto produttore Bunny Lee, la giovane star registrò diverse canzoni pop, principalmente ballate d'amore, ma fallirono in termini di popolarità, così Max ritornò nei The Emotions, collaborando con il produttore Phil Pratt.

### I primi successi
Durante questo periodo iniziò a lavorare come rappresentante per Bunny Lee e partecipò a qualche sessione con il gruppo The Hippy Boys, i quali divennero in seguito noti sotto il nome di The Upsetters. Più tardi lo stesso anno, Romeo scrisse il testo per la base strumentale "Hold you Jack" di Derrick Morgan e lo consegnò a Lee; infine Lee stesso finì per scegliere Romeo come voce per la traccia di Derrick, dopo che quest'ultimo, e altri come John Holt e Slim Smith si rifiutarono. Il risultato di questa collaborazione fu "Wet Dream", la quale risultò subito un successo in Giamaica: nonostante Max avesse aderito da tempo al rastafarianesimo, Bunny Lee lo obbligò a cantare questo brano dalle tematiche sessualmente esplicite. A causa di ciò, il brano fu bandito dalle programmazioni radio della BBC nel Regno Unito, ma questo fatto servì solo a procurargli ulteriore notorietà. Il singolo infatti raggiunse la Top 40 nella classifiche britanniche, mantenendo questa posizione per almeno sei mesi.
Il grande successo lo portò a incidere nel 1970 il suo album di debutto, A dream, il quale conteneva diversi singoli dello stesso stampo, come "Mini Skirt Version", "Fish in the Pot", "Belly Woman" e "Wine Her Goosie".
Un conseguente tour britannico progettato dal cantante incontrò però ostilità nel corso di varie date, sempre da parte delle autorità e non di certo del pubblico; nonostante ciò Romeo rimase nel paese per diciotto mesi.
Nel 1970, Romeo ritornò in Giamaica e fondò la Romax, un'etichetta discografica reggae indipendente, che però non riuscì a emergere. In seguito, registrò vari singoli, principalmente col vecchio produttore Bunny Lee, prima di collaborare con vari altri produttori tra cui Niney Holness.
Seguì un periodo che vide l'uscita di un numero di singoli dai contenuti politici, schierati apertamente verso il PNP (People's National Party), il partito democratico socialista del paese; il PNP stesso scelse una sua canzone, "Let The Power Fall On I", come proprio tema per le elezioni nazionali del 1972, e Romeo si unì al "PNP Musical Bandwagon".

### La collaborazione con Lee Perry
Proseguendo, Romeo registrò un numero di canzoni religiose, fino a lavorare col produttore Lee "Scratch" Perry e a incidere con questo i famosissimi singoli "Three Blind Mice" (un riadattamento di una filastrocca da asilo con il testo circa una retata di polizia a una festa), "Sipple Out Deh", e "I Chase the Devil", il suo disco più noto.
Un remix di "Sipple Out Deh", intitolato "War Ina Babylon", risultò un altro successo in Inghilterra, uno dei primi risultati del suo contratto con Island Records, e fu seguito da un album omonimo così come da un singolo, "One Step Forward".
Poco dopo queste pubblicazioni, costringendo Romeo ad autoprodurre l'album successivo, Reconstruction, il quale non riuscì a bissare il successo del precedente.
L'astio di Perry contro Romeo fu dimostrato nel suo singolo "White Belly Rat", con Perry che scrive la parola 'Giuda' su una fotografia di Romeo sul muro del suo studio di registrazione, il Black Ark..

### Negli Stati Uniti
Romeo si trasferì a New York nel 1978, dove scrisse assieme al produttore del musical Hair, Michael Butler, il musical Reggae, nel quale egli stesso recitò una parte. Nel 1980 apparì come corista in "Dance", brano dell'album Emotional Rescue dei Rolling Stones. Nel 1981, Keith Richards in risposta co-produsse l'album di Romeo Holding Out My Love To You, dove suonò anche alcune parti di chitarra.

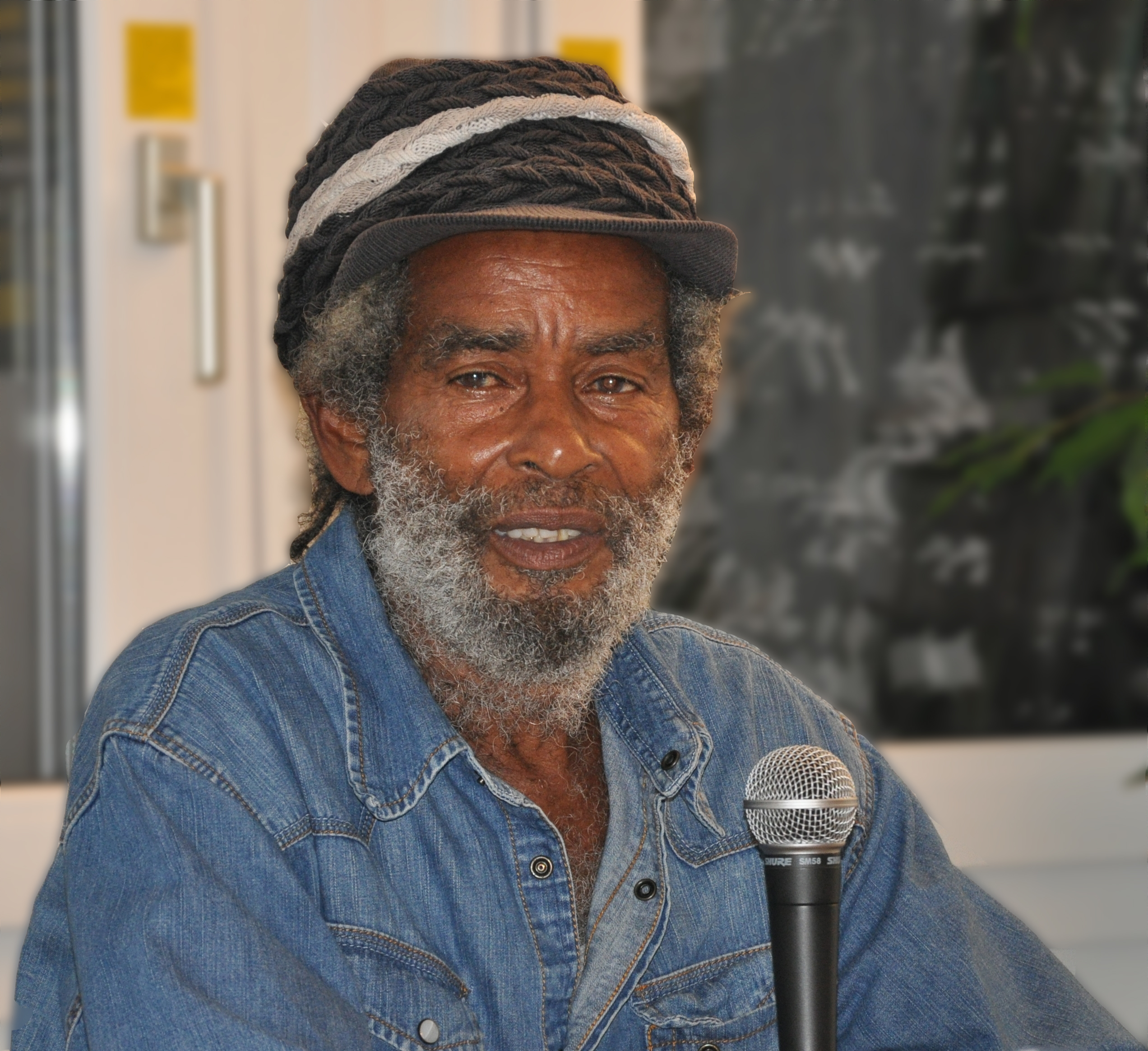
Max Romeo (2013)

Il resto della sua produzione durante la decade rimase praticamente senza riscontri. Romeo trovò lavoro in un negozio di elettronica a New York trascurando la carriera musicale. L'artista ritornò in Giamaica nel 1990 e diede inizio ad alcuni tour e alla produzione di nuovo materiale. Visitò nuovamente il Regno Unito nel 1992, registrando gli album Far I Captain of My Ship e Our Rights con Jah Shaka. Nel 1995 registrò Cross of the Gun con Tappa Zukie, e si unì al team di produzione inglese Mafia & Fluxy nell'album del 1999 Selassie I Forever.

## Discografia

### Album in studio
- A Dream (1970)
- Let The Power Fall (1972)
- Revelation Time (1975)
- War Ina Babylon (1976)
- Reconstruction (1979)
- I Love My Music (1979)
- Rondos (1980)
- Holding Out My Love to You (1981)
- Transition (1989)
- Fari - Captain of My Ship (1992)
- Our Rights (1992)
- Cross or the Gun (1995)
- Selassie I Forever (1999)
- Love Message (1999)
- Something is Wrong (1999)
- In This Time (2001) 3D (Max Romeo & Tribu Acustica)
- Chase The Devil (2005)
- Pocomania Songs (2007)
- World Of Ghouls (2021)

### Raccolte
- Max Romeo Meets Owen Gray At King Tubby's Studio (1984) (con Owen Gray)
- Max Romeo and the Upsetters (1989)
- Wet Dream (1993)
- McCabee Version (1995)
- Open The Iron Gate (1999)
- The Many Moods of Max Romeo (1999)
- Pray For Me: The Best of Max Romeo 1967-73 (2000)
- Perilous Times (2000)
- On The Beach (2001)
- The Coming of Jah (2002)
- Ultimate Collection (2003)
- Holy Zion (2003)
- Wet Dream: The Best of Max Romeo (2004)
- Crazy World of Dub (2005)